# Philippe Demers
Pour les articles homonymes, voir Demers.
Philippe Demers (né le 28 avril 1919 à Saint-Sébastien - mort le 4 mars 1999 à Charlesbourg), est un vétérinaire et un homme politique québécois. Il a été député de la circonscription électorale de Saint-Maurice à l'Assemblée nationale du Québec de 1966 à 1973.

## Biographie
Philippe Demers est né à Saint-Sébastien, en Montérégie, en 1919.  Il est le fils de Charles-Émile Demers, cultivateur, et d'Amanda Desranleau. Il étudie au séminaire de Saint-Hyacinthe, à l'école de médecine vétérinaire d'Oka et à l'école de médecine vétérinaire de Saint-Hyacinthe. Il épouse Jacqueline Fortin le 14 novembre 1948 à Bedford. De 1948 à 1966, il pratique comme vétérinaire à Shawinigan-Sud, en Mauricie. Il est conseiller municipal de la ville de Shawinigan-Sud de 1953 à 1957 et maire de cette ville de 1957 à 1962.
Lors de l'élection générale québécoise de 1962, il est candidat de l'Union nationale dans la circonscription électorale de Saint-Maurice et il est défait par le député René Hamel, du Parti libéral du Québec. Lors de l'élection générale québécoise de 1966, il est élu député de l'Union nationale à l'Assemblée législative du Québec dans Saint-Maurice, défaisant le député Jean-Guy Trépanier du Parti libéral. Demers est réélu à l'Assemblée nationale du Québec lors de l'élection générale québécoise de 1970. Lors de l'élection générale québécoise de 1973, il est défait par le candidat du Parti libéral, Marcel Bérard (en), arrivant en troisième position derrière celui-ci et le candidat du Parti québécois, Yves Duhaime.
En 1973, il devient directeur général adjoint à la direction générale des bureaux et laboratoires régionaux du ministère de l'Agriculture du Québec, à Québec. 
Lors de l'élection fédérale canadienne de 1980, Demers est candidat du Parti progressiste-conservateur du Canada dans la circonscription électorale fédérale de Champlain. Il arrive en troisième position, derrière le député du Parti libéral du Canada Michel Veillette et le candidat néo-démocrate René Matte.
De 1981 à 1990, Philippe Demers est directeur du Jardin zoologique de Québec.
Il est décédé à Charlesbourg en 1999. Il est inhumé au cimetière St-Michel, à Shawinigan.